# 聖杯騎士
《聖杯騎士》（英語：Knight of Cups）是一部由泰倫斯·馬利克自編自導的2015年美國劇情片，為克里斯汀·貝爾、娜塔莉·波曼等人主演。2013年全片殺青，同年3月進行後製。
此片之劇本並無具體對白，皆由導演與演員臨場討論發揮。

## 角色
- 克里斯汀·貝爾 飾 Rick
- 娜塔莉·波曼 飾 Elizabeth
- 凱特·布蘭琪 飾 Nancy
- 伊莎貝爾·盧卡斯 飾 Isabel
- 布萊恩·丹內利 飾 Joseph
- 特雷莎·帕爾默 飾 Karen
- 安東尼奧·班德拉斯 飾 Tonio
- 芙蕾達·平托 飾 Helen
- 伊莫珍·蓋伊·波茨 飾 Della
- 阿敏·穆勒-史托爾 飾 Fr. Zeitlinger
- 傑森·克拉克 飾 Johnny
- 喬·曼根尼羅 飾 Joe
- 尼克·奧佛曼 飾 Scott
- 妮基·韋蘭（英语：Nicky Whelan） 飾 Nicky
- 韋斯·本特利 飾 Barry
- 乔赛琳·唐娜休（英语：Jocelin Donahue） 飾 Darby
- 卡蒂娅·温特（英语：Katia Winter） 飾 Kate
- 邁克爾·溫考特（英语：Michael Wincott） 飾 Herb
- 凱文·考利甘 飾 Gus
- 瑞恩·奧尼爾 飾 Ryan
- 班·金斯利（僅聲音）

## 市場營銷
2014年12月16日，第一波官方預告片釋出，此片亦為第65屆柏林影展主競賽類作品之一。

## 獎項
- 第65屆柏林影展主競賽片（入圍）

## 外部連結
- 互联网电影数据库（IMDb）上《聖杯騎士》的资料（英文）
- 爛番茄上《聖杯騎士》的資料（英文）